# Huparlac
Huparlac település Franciaországban, Aveyron megyében. Lakosainak száma 252 fő (2022. január 1.). Huparlac Cassuéjouls, Argences-en-Aubrac, Saint-Amans-des-Cots, Saint-Symphorien-de-Thénières és Soulages-Bonneval községekkel határos.

## Népesség
A település népessége az elmúlt években az alábbi módon változott:
| Lakosok száma | 389  | 324  | 277  | 244  | 240  | 251  | 257  | 266  | 261  | 252  |
|               | 1968 | 1982 | 1990 | 2006 | 2013 | 2015 | 2017 | 2019 | 2020 | 2022 |